# Góry Smocze

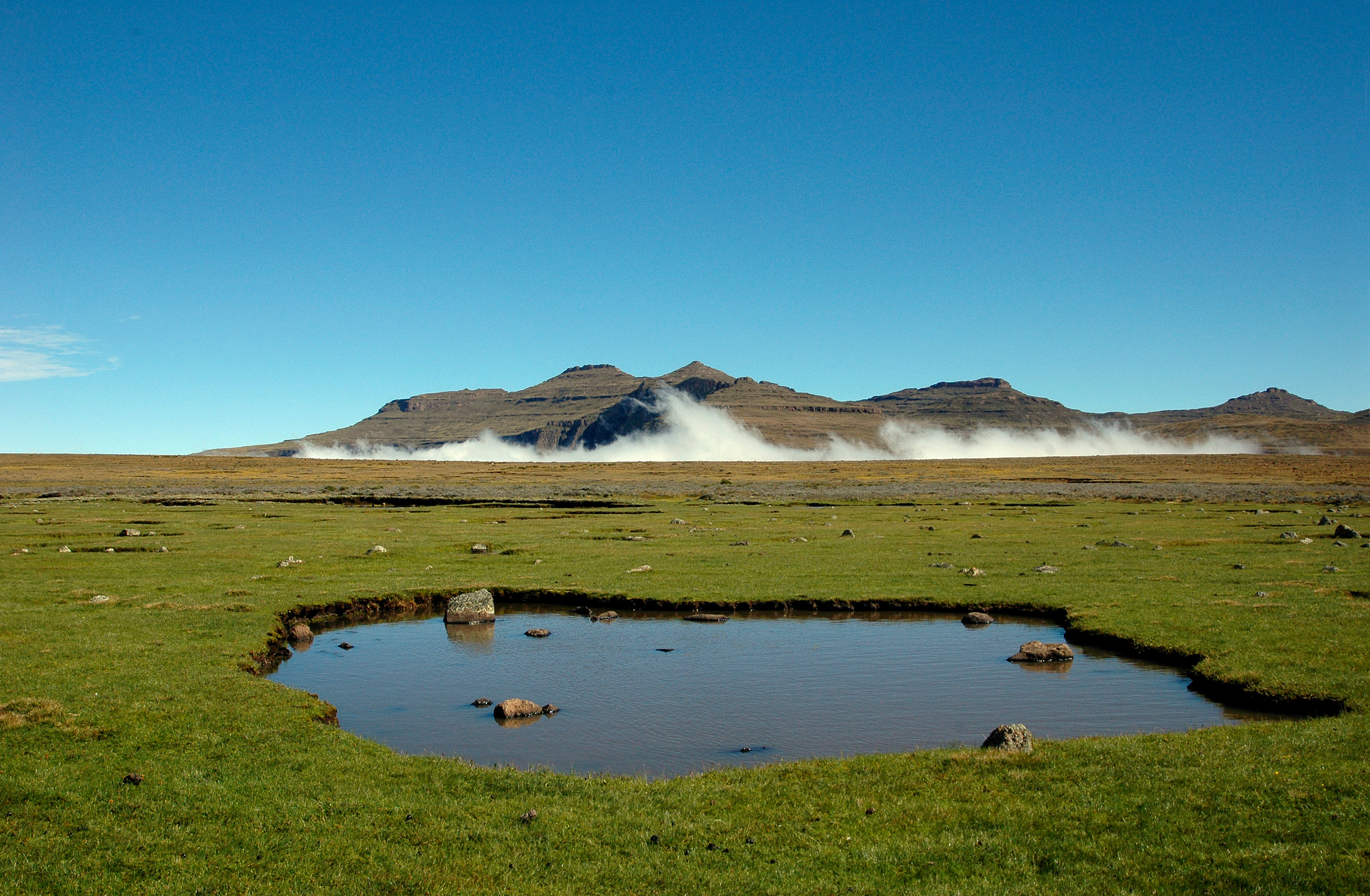
Widok na Góry Smocze

Góry Smocze (ang. Drakensberg, afr. Drakensberge) – pasmo górskie w Południowej Afryce, Lesotho i Eswatini, przebiegające równolegle do wybrzeża Oceanu Indyjskiego. Stanowi część Wielkiej Krawędzi. Pod względem geologicznym są to góry zrębowe, zbudowane z piaskowców, łupków i bazaltów. Najwyższym szczytem jest Thabana Ntlenyana (3482 m n.p.m.), inne ważniejsze szczyty to Giant’s Castle (3312 m n.p.m.) i Cathedral Peak (3300 m n.p.m.).

## Geologia
Najstarszymi utworami są prekambryjskie skały wulkaniczne – pokrywy lawowe oraz skały efuzywne, które pokrywają znaczną część Afryki Południowej. W erze paleozoicznej osadziły się łupki, mułowce i piaskowce formacji Karoo (ang. Karoo Supergroup). Kiedy, przed 200 milionami lat, zaczął się rozpadać superkontynent Gondwana, nastąpiły gwałtowne wylewy szczelinowe, których efektem są lawy Gór Smoczych. W rejonie Gór Smoczych starsze skały osadowe przykryte są warstwą bazaltów o miąższości powyżej 1400 m. Erozja i denudacja zmniejszyły zasięg ich występowania do niewielkiego płaskowyżu. Obecnie erozja odsłoniła zalegające poniżej osady.

## Wody
Z Gór Smoczych wypływają liczne strumienie. Te na stromych, wschodnich zboczach są zazwyczaj krótkie i wpadają do Oceanu Indyjskiego. Strumienie z łagodnych, zachodnich zboczy łączą się stopniowo w płynącą na zachód rzekę Oranje oraz jej dopływy, np. Caledon, a także Tugela.

## Klimat
Góry Smocze w znaczący sposób oddziałują na klimat Afryki Południowej, zatrzymując wilgotne masy powietrza niesione przez ciepły Prąd Mozambicki i wiatry znad Atlantyku. Dzięki nim na skraju Afryki Południowej wytworzył się klimat śródziemnomorski o ilości opadów nie przekraczającej 600 mm rocznie. W Mozambiku mamy do czynienia z klimatem wilgotnym, gdzie opady przekraczają 1500 mm rocznie. Z kolei w środkowej części kontynentu, głównie w Botswanie, panuje klimat suchy kontynentalny.

## Gospodarka
Południowo-wschodnie stoki Gór Smoczych charakteryzują się szczególnie dogodnymi warunkami dla rolnictwa. Można spotkać plantacje trzciny cukrowej oraz sady owocowe. W wyższych partiach gór prowadzi się uprawę herbaty.

## Ochrona przyrody
Część obszaru pasma objęta jest ochroną w ramach rezerwatów przyrody, a także położonego na terytorium RPA Parku Narodowego Drakensberg (zwanego też uKhahlamba), który w 2000 roku został wpisany na listę światowego dziedzictwa UNESCO. Inne parki narodowe w rejonie Gór Smoczych to Royal Natal w RPA i Sehlabathebe w Lesotho.
W 2001 roku na części obszaru Gór Smoczych utworzono także Park Maloti-Drakensberg, który w 2013 roku został wpisany na listę światowego dziedzictwa UNESCO jako rozszerzenie wcześniejszego wpisu Parku Narodowego Drakensberg.

Góry Smocze 3D